# Park Narodowy Parima-Tapirapecó
Park Narodowy Parima-Tapirapecó (hiszp. Parque nacional Parima-Tapirapecó) – park narodowy w południowej części Wenezueli, w stanie Amazonas. Został utworzony 5 czerwca 1991 roku i zajmuje obszar 34 200 km². Jest drugim pod względem powierzchni parkiem narodowym w Wenezueli. Od 1993 roku wraz z Parkiem Narodowym Serranía La Neblina i Parkiem Narodowym Duida Marahuaca tworzy rezerwat biosfery UNESCO o nazwie „Alto Orinoco-Casiquiare”. W 2008 roku został zakwalifikowany przez BirdLife International jako ostoja ptaków IBA.

## Opis
Park obejmuje południową część Wyżyny Gujańskiej. Od wschodu graniczy z Brazylią. Znajduje się tu pasmo górskie Serranía de Parima oraz część pasma górskiego Sierra de Tapirapeco (na granicy z Brazylią). W parku, w paśmie Serranía de Parima, są źródła rzeki Orinoko (szczyt Cerro Delgado Chalbaud o wysokości 1047 m n.p.m.). Inne główne rzeki to Ocamo, Matacuni, Matapire i Mavaca. Pasmo Sierra de Tapirapeco stanowi dział wodny między dorzeczami Amazonki i Orinoko. Prawie cały obszar parku pokrywa wilgotny las równikowy oraz lasy ombrofilne (torfowisko wysokie). W najwyżej położonych częściach występuje sawanna. Flora i fauna nie została dokładnie zbadana. 
W parku mieszka prawie cała populacja plemienia Janomami w Wenezueli (około 15 000 osób).
Klimat równikowy, typowy dla puszczy amazońskiej. Temperatury w parku wahają się od +12°C do +27°C. 

## Flora
Dominujące rośliny w parku to narażona na wyginięcie (VU) orzesznica wyniosła, a także m.in.: Inga edulis, Cecropia sciadophylla, Mauritia flexuosa, Scheelea macrolepis, Jacaranda copaia, Jessenia bataua, nanercz zachodni, Billia columbiana i Licania montana.

## Fauna
Ze względu na trudny dostęp do parku oraz jego wielkość nie przeprowadzono porządnej inwentaryzacji fauny. Ssaki tu występujące to zagrożone wyginięciem (EN) czepiak czarci, inia amazońska i arirania amazońska, narażone na wyginięcie (VU) tapir amerykański i andoniedźwiedź okularowy, a także m.in.: jaguar amerykański, ocelot wielki, kinkażu żółty, wyjec rudy, sajmiri wiewiórcza, ponocnica trójpręgowa, uakari czarnogłowy i palczatek amazoński.
Do chwili obecnej odnotowano 301 gatunków ptaków. Są to narażona na wyginięcie (VU) harpia wielka, a także m.in.: kusacz duży, harpia gujańska, czubacz rdzawy, czubacz kędzierzawy, tukan czerwonodzioby, arasari wielopręgi, amazonka niebieskolica, lotniarz widłosterny, brylancik zielonoczelny, zapylak wenezuelski, rudobrewik, moczarnik szarobrzuchy, manakin żółtogłowy i wireonek szaroskrzydły.
Gady występujące w parku to krytycznie zagrożony wyginięciem (CR) krokodyl orinokański, a także m.in.: anakonda zielona, boa dusiciel i arrau.